# 斯凯扎-格努普韦里亚区
斯凯扎-格努普韦里亚区是冰岛南部区的市镇。市镇面积为2,232平方公里，人口数量为577人（2023年）。
该市镇成立于2002年6月9日，有原斯凯扎区和格努普韦里亚区合并而成。